# Devils Lake
Devils Lake är en stad (city) i den amerikanska delstaten North Dakota med en yta av 16,3 km² och en folkmängd som uppgår till 7 222 invånare (2000). Devils Lake är administrativ huvudort i Ramsey County. Staden hette ursprungligen Creelsburg och därefter Creel City innan namnet Devils Lake antogs.

## Kända personer från Devils Lake
- William L. Guy, guvernör i North Dakota 1961-1973

### Fotnoter
1. ↑  United States Census Bureau (red.), USA:s folkräkning 2020, läs online, läst: 1 januari 2022.[källa från Wikidata]
2. ↑  hämtat från: franskspråkiga Wikipedia.[källa från Wikidata]
3. ↑  ”Ramsey County History” (på engelska). Ramsey County. Arkiverad från originalet den 12 augusti 2015. https://web.archive.org/web/20150812075608/http://www.co.ramsey.nd.us/history.htm. Läst 16 oktober 2015.